# Folwark (powiat gnieźnieński)
Folwark – wieś w Polsce położona w województwie wielkopolskim, w powiecie gnieźnieńskim, w gminie Witkowo.
W latach 1975–1998 miejscowość należała administracyjnie do województwa konińskiego.
Zobacz też: Folwark, Folwark-Raciąż, Folwarki, Folwarki Małe, Folwarki Tylwickie, Folwarki Wielkie